# Конюховський сільський округ
Ко́нюховський сільський округ (каз. Конюхов ауылдық округі, рос. Конюховский сельский округ) — адміністративна одиниця у складі району Магжана Жумабаєва Північноказахстанської області Казахстану. Адміністративний центр — село Конюхово.
Населення — 449 осіб (2021; 770 у 2009, 1414 у 1999, 2054 у 1989).
Станом на 1989 рік існувала Конюховська сільська рада (села Воскресенка, Комишлово, Конюхово, Куломзіно), село Барашки перебувало у складі Пролетарської сільської ради. Село Воскресенка було ліквідоване 2008 року. 2013 року до складу округу увійшло село Барашки ліквідованого Пролетарського сільського округу. 21 червня 2019 року було ліквідовано село Барашки, 2024 року — село Комишлово.

## Склад
До складу округу входять такі населені пункти:
| Населений пункт   | Старі назви | Населення, осіб (1989) | Населення, осіб (1999) | Населення, осіб (2009) | Населення, осіб (2021) |
| ----------------- | ----------- | ---------------------- | ---------------------- | ---------------------- | ---------------------- |
| Воскресенка, село | -           | 113                    | 72                     | -                      | -                      |
| Комишлово, село   | -           | 388                    | 249                    | 88                     | 17                     |
| Конюхово, село    | -           | 1066                   | 812                    | 468                    | 309                    |
| --Барашки, село   | -           | 201                    | 141                    | 75                     | 6                      |
| Куломзіно, село   | -           | 286                    | 212                    | 139                    | 117                    |